# Херви, Фредерик Уильям Огастес, 8-й маркиз Бристоль
Фредерик Уильям Огастес Херви, 8-й маркиз Бристоль (англ. Frederick William Augustus Hervey, 8th Marquess of Bristol; род. 19 октября 1979 года) — британский пэр. Он сменил своего старшего сводного брата 7-го маркиза (1954—1999) в январе 1999 года на посту 8-го маркиза Бристоля. Он также является 12-м графом Бристолем, графом Джермином из Хорнингшита в графстве Саффолк, 13-м бароном Херви из Икворта в графстве Саффолк и наследственным главным стюардом Liberty of St Edmund, которая охватывает все бывшее графство Западный Саффолк.

## Ранняя жизнь
Родился 19 октября 1979 года. Единственный сын покойного Виктора Херви, 6-го маркиза Бристоля (1915—1985), от его третьей жены Ивонны Саттон (род. 1945). Крестными родителями Бристоля являются король Фуад II и его бывшая жена, королева Египта Фадила, принц Югославии Томислав, принц России Никита Романов и графиня Дандональд. У него были две родные сестры, леди Виктория Херви (1976 г. р.) и леди Изабелла Херви (1982 г. р.).
Он получил образование в школе Сент-Мор в Монако, школе Саннингдейл, Итонском колледже и Эдинбургском университете, который окончил со степенью бакалавра коммерции.

## Маркиз Бристоль
Он стал наследником 7-го маркиза в январе 1998 года после смерти своего старшего сводного брата лорда Николаса Херви (1961—1998) и унаследовал титул маркиза в 1999 году.
Он является покровителем нескольких организаций, в том числе Фонда охраны замка Гврич, Атенеума, Бери-Сент-Эдмундси больницы «Друзья Западного Саффолка». Он является вице-президентом компании Friends of the Suffolk Record Office, попечителем Благотворительного фонда генерала сэра Уильяма Херви, а также основателем, попечителем и председателем Фонда сохранения церкви в Икворте.

## Икворт-хаус
В 1998 году 7-й маркиз Бристоль продал свое право занимать Восточное крыло Икворт-хауса, фамильного поместья с XV века. После его смерти в 1999 году 8-й маркиз Бристоль энергично критиковал Национальный фонд за то, что он не перепродал ему оставшийся срок аренды, утверждая, что 7-й маркиз мог продать только свой собственный жизненный интерес, а не интересы своих потомков. Это было оспорено Национальным фондом, который с тех пор превратил Восточное крыло в отель. Однако в 2009 году сэр Саймон Дженкинс, новый председатель Национального фонда, заявил: «Я думаю, что в наших интересах, чтобы маркизы Бристоль жили там».
Лорд Бристоль создал Фонд охраны церкви Икворта в 2005 году, чтобы защитить будущее церкви Святой Марии в Икворте. Он передал владение церковью от себя в Доверительное управление. Впоследствии он возглавил проект реставрации и выделил 1,2 млн фунтов стерлингов, необходимых для восстановления здания. Он остается председателем и попечителем ICCT, который в настоящее время владеет Церковью и управляет ею.

## Деловая жизнь
После окончания университета в 2002 году Фредерик Херви переехал в Эстонию, где прожил семь лет, управляя Балтийским фондом недвижимости. В настоящее время он является генеральным директором и основателем инвестиционной платформы Brickowner, а также главой Bristol Estates.

## Личная жизнь
В 2011 году сообщалось, что лорд Бристоль имел романтическую связан с моделью Аланой Бант.
11 мая 2018 года лорд Бристоль женился на Мередит Данн (род. 1982), американском консультанте по искусству, на римско-католической свадьбе в Бромптонской молельне. У них есть дочь, леди Арабелла Пруденс Морли Херви, родившаяся 8 марта 2020 года и сын, Фредерик Уильям  Герберт Морли Херви, граф Джермин, родившийся 25 июля 2022 года.